# St. Leonhard (Holzhausen bei Teisendorf)

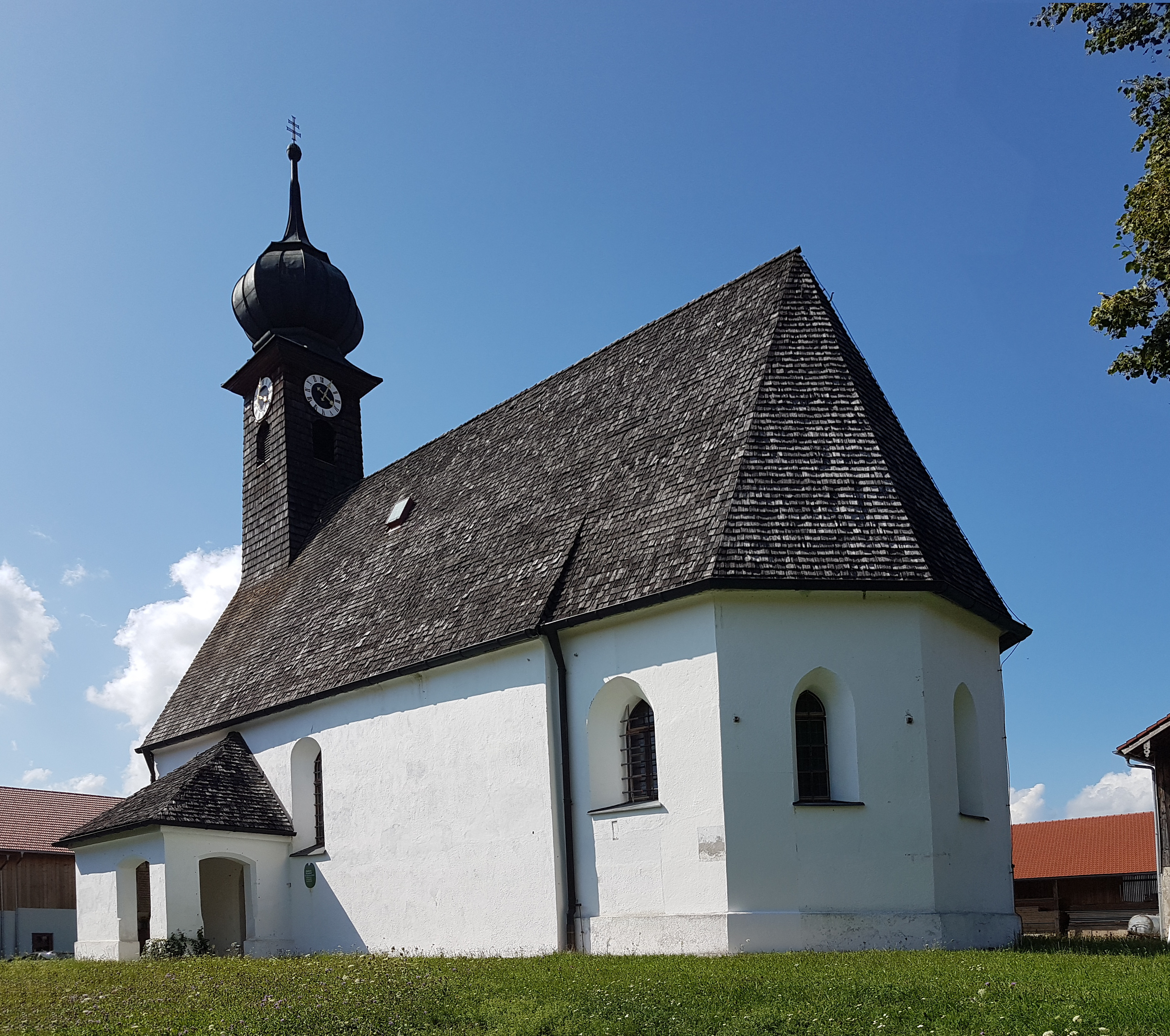
St. Leonhard in Holzhausen bei Teisendorf

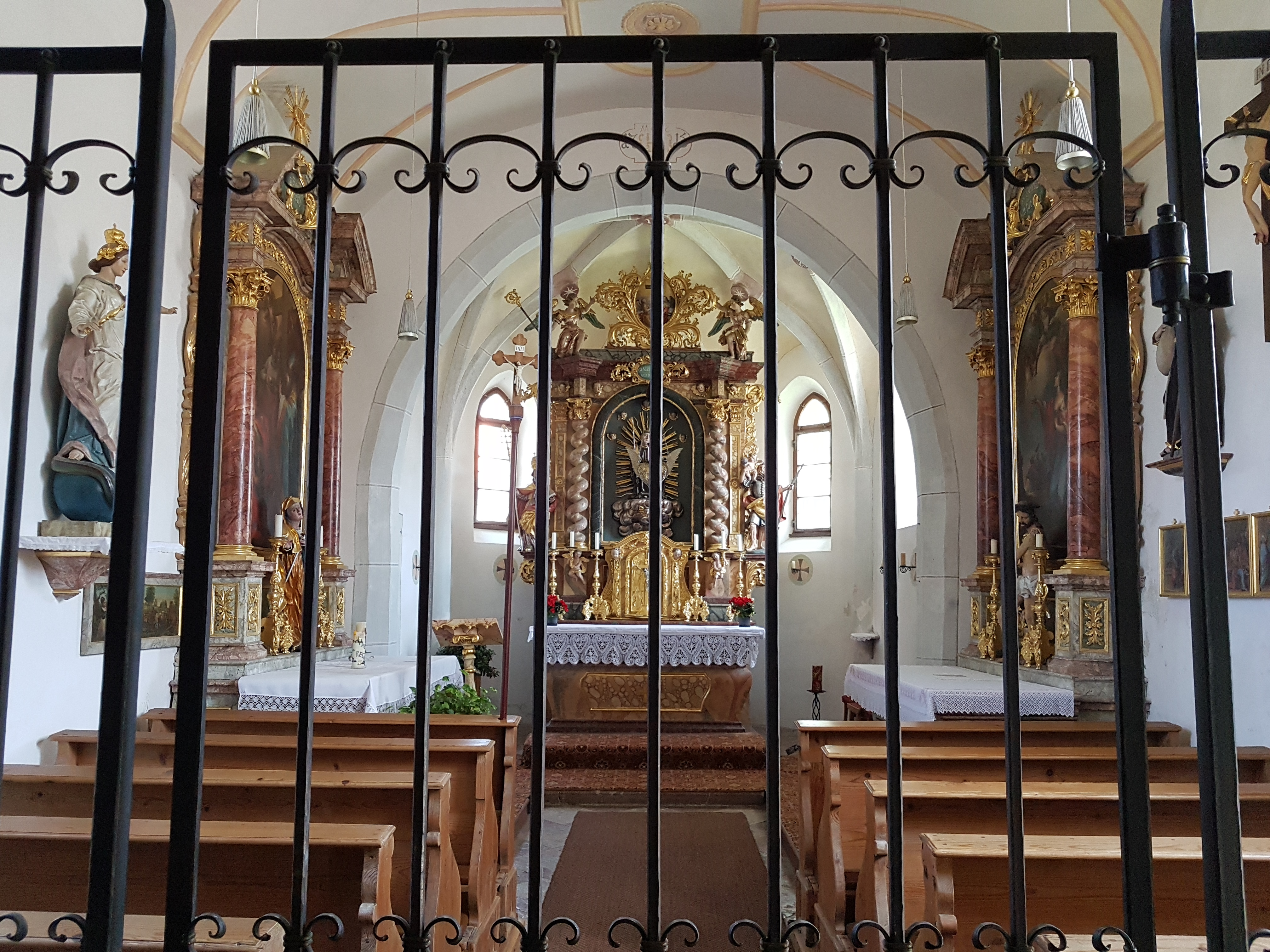
Innenansicht

Die ursprüngliche Heilig-Kreuz-Kirche, die heutige römisch-katholische Filialkirche St. Leonhard, steht in Holzhausen bei Teisendorf, einem Gemeindeteil des Marktes Teisendorf im oberbayerischen Landkreis Berchtesgadener Land. Die Kirche steht unter Denkmalschutz und ist in der Liste der Baudenkmäler in Teisendorf unter der Nr. D-1-72-134-80 eingetragen. Die Kirche gehört zum Dekanat Berchtesgadener Land im Erzbistum München und Freising.

## Beschreibung
Die spätgotische Saalkirche wurde 1443 erbaut und im 17. Jahrhundert sowie 1715 barock verändert. Sie besteht aus dem Langhaus, dem eingezogenen Chor mit Fünfachtelschluss im Osten und der Sakristei an der Nordwand des Chors. An der Südwand des Langhauses befindet sich ein Vorbau, auch Vorzeichen genannt, mit dem Portal. Auf dem mit Schindeln bedeckten Satteldach des Langhauses erhebt sich im Westen ein quadratischer Dachreiter mit dem Glockenstuhl und der Turmuhr. Den Abschluss des Dachreiters bildet eine Zwiebelhaube.
Der Innenraum des Langhauses ist mit einem Stichkappengewölbe überspannt, der des Chors mit einem Sterngewölbe. Zur Kirchenausstattung gehört insbesondere der Hochaltar. Die große rundbogige Nische seines Retabels enthält eine um 1510 entstandene Holzplastik des sitzenden hl. Leonhard. Flankiert wird der Altar von den Skulpturen des heiligen Georg und des Christophorus.